# シーリージャパン
株式会社シーリージャパン（英: Sealy Japan Co., Ltd.）は、株式会社スリープセレクトと社名を変更して、東京都港区北青山に本社を置くベッドマットレスの製造・販売及び、家具・寝装品の輸入・販売会社である。
長らく米国シーリー社の国際ライセンシーであったが、米国シーリー社が米国テンピュール社に買収され米国にて新会社テンピュール・シーリー社が発足したことにより、旧・シーリージャパン社のライセンスは一部返上され、2014年7月1日より新社名『スリープセレクト』として事業を展開している。
米国最大手のシーリー社とのライセンス契約に基づいて日本国内での製造・販売を行いる。過去には、米国シーリー社から商品を輸入し日本国内での販売も行っていた。ホテルにも商品を採用されている。

## 概要
米国最大手ベッドメーカー、シーリー社のライセンシー。1985年に契約を締結し、以降、日本でのライセンスビジネスを独占的に展開していた。テンピュール社による事業併合の以前は米国シーリー社からのマットレス輸入販売や国内製造のマットレス製造販売、マーケティング、ブランディング、PR戦略を企画実施していた。輸入事業も行っていたが、愛知県豊川市に工場を所有し、日本市場に合わせたマットレスやホテルオリジナルのマットレスなども生産している。
また、ニューヨークのプラザホテルでも採用されているシーリー社最高級マットレスブランド「スターンズ＆フォスター」は同社が取り扱いをしていた。百貨店の外商に販路を限定していた。
東京（青山外苑前）と大阪（御堂筋）などにスリープセレクト社のショップがある。東京は200坪、大阪は140坪の広さを持つ。

## 沿革
- 1963年　東京都文京区にて西村源二郎により創立
- 1985年 米国シーリー社と本格的技術提携
- 1987年 株式会社シーリージャパンに社名変更
- 2006年 東京ショールーム、本社を港区北青山に移転
- 2014年7月1日 株式会社スリープセレクトに社名変更